# متحف السلطان محمود بدر الدين الثاني
متحف السلطان محمود بدر الدين الثاني هو متحف بلدي في فلمبان إندونيسيا. تم إنشاء المتحف داخل مبنى شيد من القرن التاسع عشر، وكان مبنى سابق لمكتب المستعمر المقيم في جنوب سومطرة. يضم المبنى أيضًا قسم السياحة في فلمبان.

## التاريخ
كان موقع المتحف الحالي في الأصل موقعًا لقصر كوتا لاما، القصر القديم للسلطان محمود بدر الدين الأول (1724-1758) صاحب السيادة على سلطنة فلمبان. بعد إلغاء سلطنة فلمبان هدمت الحكومة الاستعمارية البريطانية قصر كوتا لاما في 7 أكتوبر 1823. كان إلغاء السلطنة شكلاً من أشكال العقاب الذي فرضته الحكومة الاستعمارية البريطانية تجاه سلطنة فلمبان على المجزرة التي وقعت في النزل الهولندي سونغاي ألور، على الرغم من أن هذه ربما كانت حركة سياسية لإزالة سيادة السلطنة من المدينة.
مباشرة بعد هدم كوتا لاما في عام 1823 تم بناء مبنى جديد على الأنقاض. تم الانتهاء من المبنى الأول في عام 1824 وكان اسمه «مبنى الحلزون». في وقت لاحق أعيد بناء المبنى إلى المبنى الذي يقف حاليًا على الموقع. المبنى الجديد عبارة عن مبنى حجري من طابقين تم بناؤه بأسلوب يمزج بين النمط الأوروبي والهندسة المعمارية الاستوائية للجزر الهندية، مع التركيز على أسلوب الروما التقليدي الموجود في فلمبان. في عام 1825 تم استخدام المبنى كمكتب للمقيم الاستعماري. تم تجديد المبنى في العشرينيات بإضافة المزيد من الزجاج.
خلال الحرب العالمية الثانية تم استخدام المبنى كمقر عسكري للعسكريين اليابانيين.
بعد استقلال إندونيسيا أصبح المبنى المقر الرئيسي لجيش كودام 2 سريويجايا الإندونيسي لفترة قصيرة. تم نقل المبنى لاحقًا إلى حكومة فلمبان قبل تحويله أخيرًا إلى متحف في عام 1984. بدأ جمع القطع الأثرية لمتحف السلطان محمود بدر الدين الثاني في عام 1984 عندما تم نقل منزل الرماح باري، وهو منزل ليماس أصيل، إلى موقع جديد في متحف بالابوتراديفا. تم نقل بعض المجموعات التي كانت موجودة في السابق في رماح باري إلى متحف السلطان محمود بدر الدين الثاني.

## المقتنيات
يعرض متحف السلطان محمود بدر الدين الثاني مجموعة يمكن التنبؤ بها من المنسوجات والأسلحة والزي التقليدي والحرف والعملات المعدنية في جنوب سومطرة. حدائق المتحف مليئة بالقطع الأثرية من فترة سريفيجايا، على سبيل المثال تماثيل غانيشا وبوذا.